# اسماعیل یاسین
اسماعیل یاسین (عربی: إسماعيل ياسين؛ ۱۵ سپتامبر ۱۹۱۲ – ۲۴ مهٔ ۱۹۷۲) هنرپیشه اهل مصر بود.